# Les Casetes de Can Sala
Les Casetes de Can Sala és una masia del municipi de Cervelló (Baix Llobregat) que forma part de l'Inventari del Patrimoni Arquitectònic de Catalunya. Fou durant molt temps refugi de caçadors i a principis del segle XXI és segona residència.

## Descripció
És una antiga masia situada a uns 700 metres de Can Sala de Baix, a la qual pertany encara actualment. És de planta allargada i està coberta a dues vessants amb ràfec a façana. Consta de planta baixa i un pis. Al llarg de la façana hi ha una sèrie d'obertures allandades i disposades de forma regular. A la part dreta té un cos addicionat amb sortida a fora. A l'esquerra de la façana hi ha un forn aïllat semblant als existents a l'interior de les masies per a coure pa.